# 六便士
六便士（6便士，英语：Sixpence、6pence或稱為6d， 盖尔语：reul），是曾经在英国、爱尔兰和澳大利亚流通过的硬币。价值相当于0.5先令。240便士為1英鎊，故此硬幣相當於0.025鎊。
六便士在英王爱德华六世时期便开始流通，直到在1967年伊麗莎白二世時期中才停止铸造为止，一共生產了四百多年，即鑄造期由1551年到1967年為止。
而最终停止在英國貨幣市场上流通则是在1980年。爱尔兰的六便士在1928年～1969年生产；澳大利亚的则在1910年开始，于1963年结束生产。

## 名称
在英国的俚语当中，六便士被称为tanner或sixpenny bit。Tanner被认为来源于吉普赛人的语言 twano，意思是小物什。1800年代时，也有人称之为bender，因为当时的六便士是纯银的，所以可以很轻易地在手上弯曲（bent），故而得名。Hog、Kick、Simon'和Sprazzy等也是曾经被用来指代六便士的俗语，不过现在早已不再使用。
爱尔兰人用他们的语言（盖尔语）唤六便士作reul，这个称呼来源于西班牙的货币雷亚尔。
澳大利亚人称六便士为zack。在澳洲，服较短的刑期也会被称为zack。

## 历史

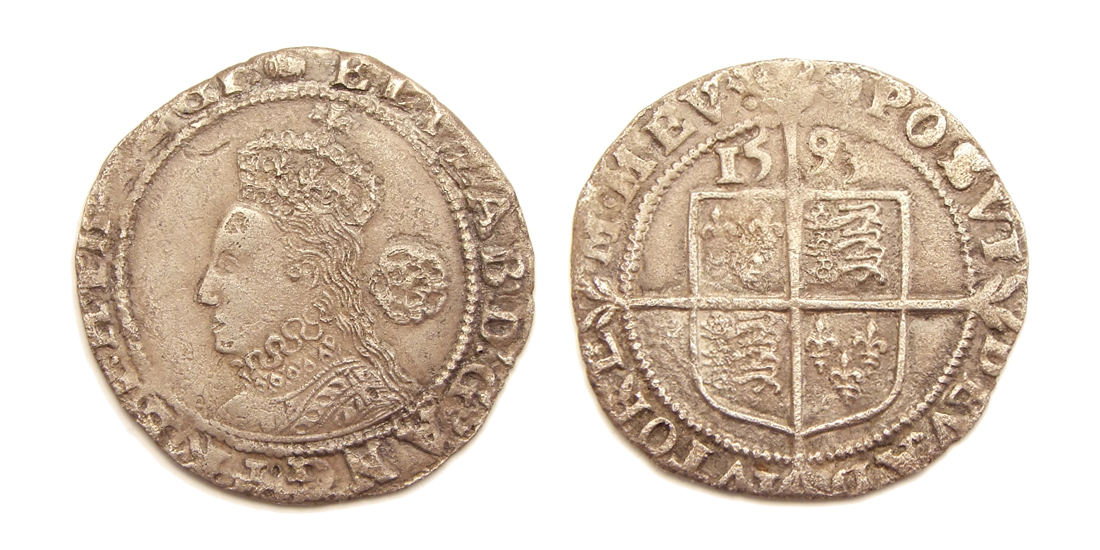
伊丽莎白一世时在1593年由皇家鑄幣廠铸造的六便士。

英国的第一款六便士在爱德华六世治下的1551年開始铸造。而當中較為罕有的例子有愛德華六世時期1551年，根據斯賓克拍賣行(Spink & Son) 所編著的目錄編號 S.2484六便士。
另外，其中伊利沙伯一世治下的1561年，斯賓克拍賣行目錄編號S.2594亦甚為稀有，根據英國 DNW 拍賣行2018年的拍賣資料顯示1561年的S.2594 存世約十個而已，最近一枚被賣出記錄是在2018年9月由一名香港收藏家投得。該名香港收藏家在持有約一年後，在2019年11月賣出該1561年的S.2594六便士。請留意編號S.2594 是一個系列，但不同年份所產數目不一，用上述例子，1561年世存約十個，但1562年的則數量極多。
同時，留意當時英國所生產的六便士，即使同一年份亦有不同的版别和圖案。例如1728年，英皇喬治二世便在同一年內生產了三款圖案不同的六便士，故此即使年份相同，但有機會收藏價格相差十分巨大。

## 文化
六便士在英国文化中占着一个较为重要的位置。

### 婚姻
「一点旧、一点新、一点借来、一点蓝，还有一个六便士入她鞋」（Something old, something new, something borrowed, something blue, and a silver sixpence in her shoe）是英国家喻户晓的民谚。在婚礼时将一枚六便士银币放入新娘的婚鞋里被认为是传统的幸运符，将会为新娘在往后的婚姻生活里带来好运。

### 军事
英国皇家空军的飞行员会将一枚六便士钉在座机的机翼下，以保佑他们在战斗中免遭噩运。人们认为这个传统始于第二次世界大战。

### 其他
企鹅出版社在1935年最初出版他们的书籍时，定价为六便士，在当时可以买到一盒香烟。
美国有一个流行乐队名为Sixpence None the Richer。